# 変電所

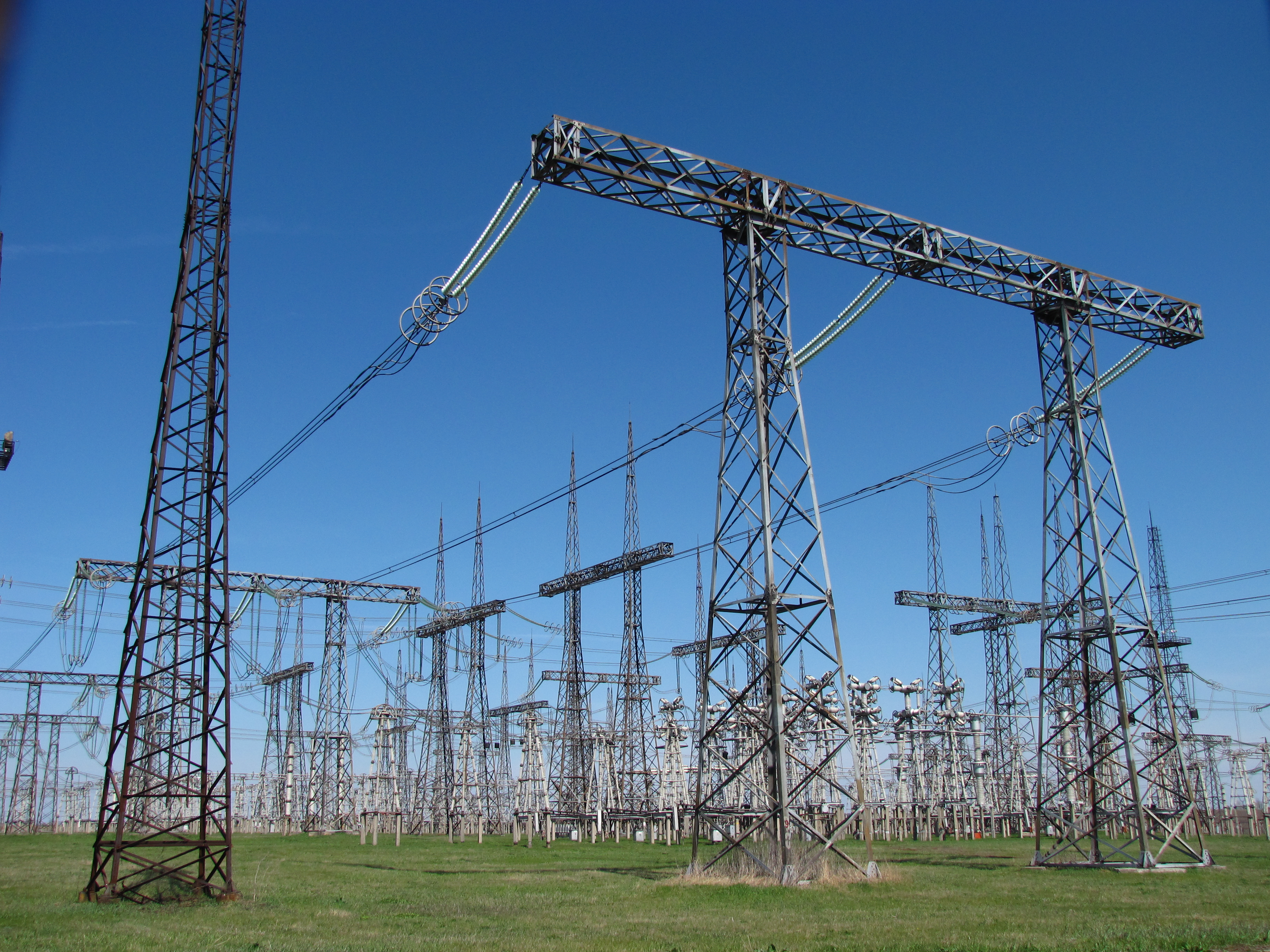
ウクライナの変電所

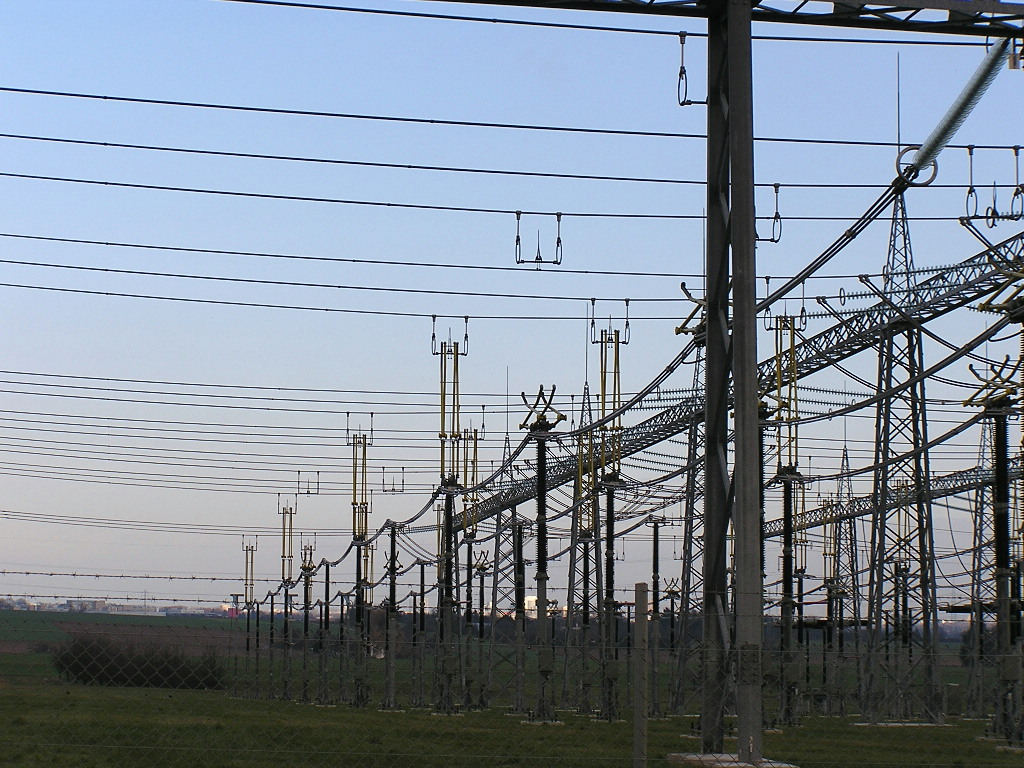
ドイツの変電所

変電所（へんでんしょ）は、電力系統中で電気の電圧や周波数の変換（変電）を行い、各系統の接続とその開閉を行って、電力の流れを制御する電力流通の拠点となる施設である。英語の "(electrical) substation" の文字を取り、SSまたは、S/Sと略される。

## 概要
一般電気事業者（電力会社）の発電所は多くの場合、電力消費地から離れた場所に設置される。特に大規模水力発電所の場合はその適所が山間部となり、需要家の多い平野部とは距離がある。火力発電は水力発電所のような地形的制約は殆どなく、都市部等、人口密集地への設置も可能ではあるが、リスク管理の観点からどの国においても人口密集地からは離れた所に設置される。
長距離の送電では電力の損失（主にジュール熱）が発生するため、より高電圧かつ低電流に変換して送電ロスを低下させている。また臨海部の火力発電所も発電出力が大きく大容量の送電では送電線の発熱が問題になるため、発電所内の変電所では27.5万から50万ボルトの超高電圧へ変電（昇圧）され送電されるが、電力の最終需要家までの送電網の途中に変電所が幾つかあり、そこでは段階的に電圧が下げられ（降圧）、一般家庭向けには日本では100ボルトまで変圧される。
送電経路の例
発電所
発電所の出力は数千から2万ボルトの電圧であり、発電所内または隣接した変電所で27.5万から50万ボルトの超高電圧へ変電（昇圧）され送り出される。
超高圧変電所
超高圧変電所は発電所から最初の変電所で、より電力消費者に近くに立地し、15.4万ボルトへ変電され1次変電所へ送電される。
1次変電所
1次変電所では一部は15.4万ボルトのまま大工場や鉄道へ電力供給され、また6.6万へと変電され中間変電所へ送電される。
中間変電所
中間変電所では6.6万ボルトから2.2万ボルトへ変電され、一部は中規模工場へ供給され、残りは配電用変電所へ送電される。
配電用変電所
配電用変電所では2.2万ボルトから6600ボルトへ変電され一部は会社、学校、ホテル、小規模工場等各施設へ供給され、残りは柱上変圧器へと送り出される。
柱上変圧器
柱上変圧器では100ボルト、200ボルトへ変電され家庭や小規模事業所などへ供給される。

## 役割
電力は電流×電圧で表される。電流が流れると送電線の抵抗によりジュール熱として送電したエネルギーが失われ、かつ電圧降下により有効な電圧を送電線の終点のところで受け取ることができなくなる。送電中の電力損失は電流の2乗に比例することから、送電線の電圧をできるだけ高く上げ少ない電流で送電することが、低い電圧のまま大きな電流を用いて送電する場合と比較して、同じ電力を送る際の電力損失を減らすことができる。したがって、発電所のそばで高い電圧に上げて、オフィスや一般家庭などの電力消費者のなるべく近くで低い電圧に落として配電することがエネルギーを無駄にしない観点上望ましい。この電圧の変換を行っているのが変電所である。
高い電圧を取り扱う変電所ほど規模が大きくなり、また送電線に関わる施設も大きくなる。こうした施設を建設する費用の兼ね合いから電力消費者に近い末端では低い電圧で送る必要があり、発電所に近い側が最も高い電圧で送られ、消費者に近づくにつれて順次電圧が落とされていくようになっている。この電圧が次第に低くなっていく各段階のことを電圧階級と呼んでいる。各階級の間にはそれに対応した変電所が設置されている。
また電力系統は、発電所から消費者まで一直線になっているわけではなく、電力システムの信頼性を高め故障や補修作業時のバックアップを相互に行うために、複数の発電所からの送電線が集合され、あるいは必要に応じて各所へ分散されていくようになっている。変電所はこうした送電系統上の集合・分岐点にもなっており、必要に応じて系統をつないだり切り離したりする役割もしている。さらに、送電線に落雷があるなどで一部の区間に障害が発生すると、遮断器を動作させてその区間を送電系統から一旦切り離し、障害の波及を防止し回復を図る役割もしている。
この他に、直流送電に関連して交流と直流を変換する交直変換所や、周波数の異なる電源を接続する周波数変換所も変電所の一種である。

## 種類
変電所の種類は、電圧階級、用途、形式、形態、監視制御方式などで分類できる。

### 電圧階級による分類
| 変電所種類   | 受電電圧     | 送出電圧     |
| ------------ | ------------ | ------------ |
| 500kV変電所  | 500 kV       | 275 - 154 kV |
| 超高圧変電所 | 275 - 187 kV | 154 - 66 kV  |
| 一次変電所   | 154 - 110 kV | 77 - 22 kV   |
| 中間変電所   | 77 - 66 kV   | 33 - 22 kV   |

| 電圧 (kV) | 設備数 | 出力合計 (kVA) |
| --------- | ------ | -------------- |
| 22 未満   | 45     | 211,950        |
| 22 - 55   | 1,163  | 9,159,750      |
| 66 - 77   | 4,376  | 213,068,850    |
| 110 - 154 | 661    | 143,416,050    |
| 187       | 38     | 15,363,000     |
| 220       | 60     | 35,690,000     |
| 275       | 151    | 160,470,000    |
| 500以上   | 76     | 201,360,000    |
| 合計      | 6,570  | 778,739,600    |

変電所はまず、送電用変電所と配電用変電所に大きく分類される。送電用変電所は、電力系統の途中に配置されて電圧の変換を行っており、大電力が通過する。これに対して配電用変電所は電力系統の末端に近いところに配置されて、送電用変電所から送られてきた高い電圧を消費者に供給する低い電圧に落として地域の配電網に供給する。送電用変電所に比べて1つの変電所を通過する電力は小さく、施設の規模も小さくなるが、その数は送電用変電所よりかなり多い。配電用変電所の受電電圧は154 - 22 kV程度で、配電網へ送り出す電圧は22 - 6.6 kV程度である。
送電用変電所の多くは高い電圧を低い電圧に落とすために使われているが、逆に低い電圧を高い電圧に上げるために用いられているものもある。電圧を上げる変電所は昇圧用変電所、下げる変電所は降圧用変電所と大きく分類される。昇圧用変電所は基本的に発電所に付属して設置されており、電力を発電所から送り出す段階での電圧変換を行っている。
降圧用変電所は、発電所に近い側ほど高い電圧になっており、順次電圧階級を構成している。高い方から500kV変電所、超高圧変電所、一次変電所、中間変電所などと呼ばれている。二次変電所、三次変電所などが含まれることもある。電圧階級の各段階でどのような電圧を使用しているかは、電力会社によってもその系統によっても様々であり、必ずしも全ての種類の変電所を経由して降圧されていくわけではなく途中の段階を飛ばすこともあり、必要に応じて複雑に組み合わせられている。また、発電所が必ず最上流に入っているわけではなく、小さな発電所ではこの電圧階級の途中に給電を行っていることもある。電力消費者も必ず最下流に入っているわけではなく、工場や電気鉄道など大口の需要家は途中の高い電圧の変電所から給電を受けていることがある。各種類の変電所でどの程度の電圧が使われているかを表に示す。参考として2006年3月31日現在の日本の電圧別変電所の設備数と容量を表に示す。

### 用途による分類
変電所は、電力事業者が所有している電力変電所、大口の電力消費者が設置している自家用変電設備、電気鉄道事業者が設置している電気鉄道用変電所などに分類できる。電力変電所は前述したように送電用・配電用の分類と、昇圧用・降圧用の分類がある。電気鉄道用の変電所は、直流電化区間では直流への変換機能のある変電所、交流電化区間では交流の降圧のみの変電所となる。
長距離で大容量の送電を行ったり、海底送電線を使って送電を行ったりする目的で、直流送電を行うことがある。この際には直流送電線の両端に一般の交流送電網と接続するための交直変換所が設置される。この他、日本では東日本が50 Hz、西日本が60 Hzと周波数が分かれているので、この周波数の境界に周波数変換所が設置されて、東西で電力の融通ができるようになっている。

### 形式による分類
変電所の形式としては、屋外式、屋内式、半屋内式、半地下式、地下式、移動式がある。
屋外式変電所
変圧器や開閉器などの変電所の主要設備の大半を屋外に設置し、配電盤など制御機器のみを屋内またはキュービクルに配置した形式の変電所である。他の形式の変電所に比べて敷地面積を最も広く必要とするが、建設費用は安く、全ての機器が平面的に配置されることから運用開始後のメンテナンス性にも優れている。
屋内式変電所
変圧器や開閉器などの変電所の主要設備の大半を屋内に設置した形式の変電所である。屋外式変電所に比べて用地面積を大きく縮小することができるが、建物の建設費が高く付く。また、変電所機器の搬入・設置やメンテナンスにも難がある。海岸線に近いところなどで塩害対策を必要とする場合には、この形式の変電所の効果が高い。
半屋内式変電所
変電所の主要機器の一部を屋内に設置し、残りを屋外に設置した形式の変電所である。変圧器のみを屋内に設置した形式は、主に変圧器の騒音対策を目的としている。一方、開閉器のみを屋内に設置した形式は、主に塩害対策と建物建設費の削減を目的としている。前者を半屋内式、後者を半屋外式と呼んで区別することもある。
地下式変電所
建物や公園などの地下に変電所の主要機器を全て収納した形式の変電所である。新しい変電所用地の取得が困難な都市部を中心に見られる形式で、各種の変電所の中でも建設費は最も高く付くが、景観対策や防犯対策の面での効果が高い。この形式であっても、変圧器の冷却設備だけは地上に設置する必要がある。建物に併設する場合には、その建物に冷却用の水や空気など作動流体が流れる経路を確保しなければならない。
なお、住宅地における建物の高さ制限などに関連して、変電所の建物に地下室を設けて、一部の設備を地下階に、一部の設備を地上階に設置する、屋内式変電所の全体を掘り下げたような形の半地下式変電所も存在する。
移動式変電所

トレーラーや鉄道車両の上に変圧器などを設置して、移動可能にした形式の変電所である。既存の変電所が故障したり、機器更新のために一時設備の運用を停止したりしたときに、現地に仮設して変電所の容量を補う役割を果たす。

### 形態による分類
変電所は絶縁の方式により、気中絶縁形、GIS、ハイブリッドGISの形態に分類できる。
気中絶縁形変電所
変電所の回路の主要部分の絶縁が空気によっている変電所である。回路を碍子などで空気中で間隔を置いて保持することで、他の回路や地面との間を絶縁している。変電所の用地面積は最も広く必要とするが、工事費は最も安くなる。
GIS変電所
絶縁性能の高い六フッ化硫黄 (SF6) ガスを利用したガス遮断器 (GIS: Gas Insulated Switch) を用いて回路の主要部分を構成した変電所である。用地面積は少なくて済むが、工事費は高くなる。
ハイブリッドGIS変電所
母線部分は気中絶縁とし、開閉設備はGISで構成した変電所である。用地面積を縮減しながら、工事費も削減する方式である。

### 監視制御方式による分類
変電所は、常時技術員が勤務していて監視・制御作業に当たっているものから、遠隔制御されているもの、無人化されているものなど監視・制御方式によって複数に分類できる。技術員が常駐している変電所はほとんどなくなり、2005年時点で日本の変電所の無人化率は98.6 %となっている。
常時監視制御変電所
変電所に常時技術員が勤務している方式の変電所である。通常1グループ2 - 3名の技術員が3交代制で変電所に詰めており、常時変電所の機器の監視と操作に当たっている。
遠隔常時監視制御変電所
技術員が変電制御所（変電所を遠隔監視制御する場所）に常時駐在しており、そこから遠隔で常時制御と監視を受けている方式の変電所である。変電所自体の保守作業で人が来る場合以外は、変電所自体は無人である。
断続監視制御変電所
技術員は技術員駐在所におり、必要に応じて断続的に変電所へ出向いて制御と監視を行う方式の変電所である。具体的には、日中のみ変電所で制御と監視を行い、夜間は付近に設けられた社宅などに帰って、特に緊急の事態が生じた時にいつでも変電所に駆けつけられる体制を維持しておくような方式である。変電所と技術員駐在所の距離には300m以内という制限が課せられており、また170 kVを超える変電所ではこの方式を採ることはできない。
遠隔断続監視制御変電所
技術員は変電制御所または技術員駐在所におり、必要に応じて断続的に制御所へ出向いてそこから遠隔で制御と監視を受けている方式の変電所である。断続監視制御変電所と同じく制御所と技術員駐在所の距離には300m以内の規制があり、また変電所電圧も170kV以下に規制されている。
簡易監視制御変電所
技術員が技術員駐在所から必要に応じて変電所に出向いて監視と制御をその変電所で行う方式である。変電所電圧は100kV以下に限られる。電力系統を構成するような変電所ではほとんど用いられずに、小規模な変電設備などでのみ採用されている。

## 設備

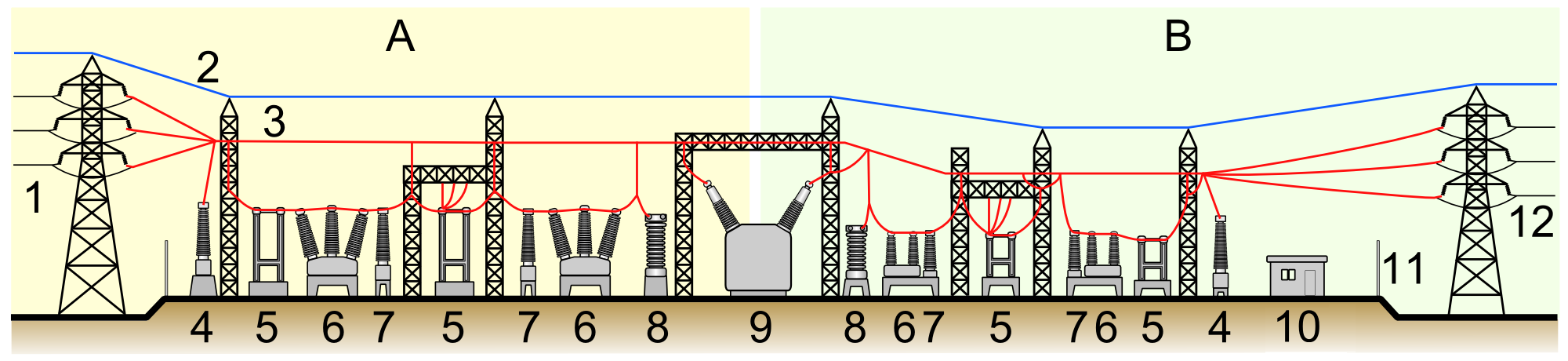
変電所の設備
A:入力（受電）側、B:出力（送電）側
1-入力架線、2-アース線、3-電力架線、4-電圧管理用変圧器、5-断路器、6-遮断器、7-調相設備
8-避雷器、9-主変圧器、10-管理建屋、11-隔離柵、12-出力架線

変電所には、電圧を変換するための変圧器、電源を入り切りするための遮断器、電源が切れている状態で回路を切り離す断路器、落雷時の異常電流を逃がす避雷器、無効電力の調整をする調相設備などがある。また、直流に関連する変電所では整流器やインバータなどが設置されるが、これについては後述する。

### 変圧器

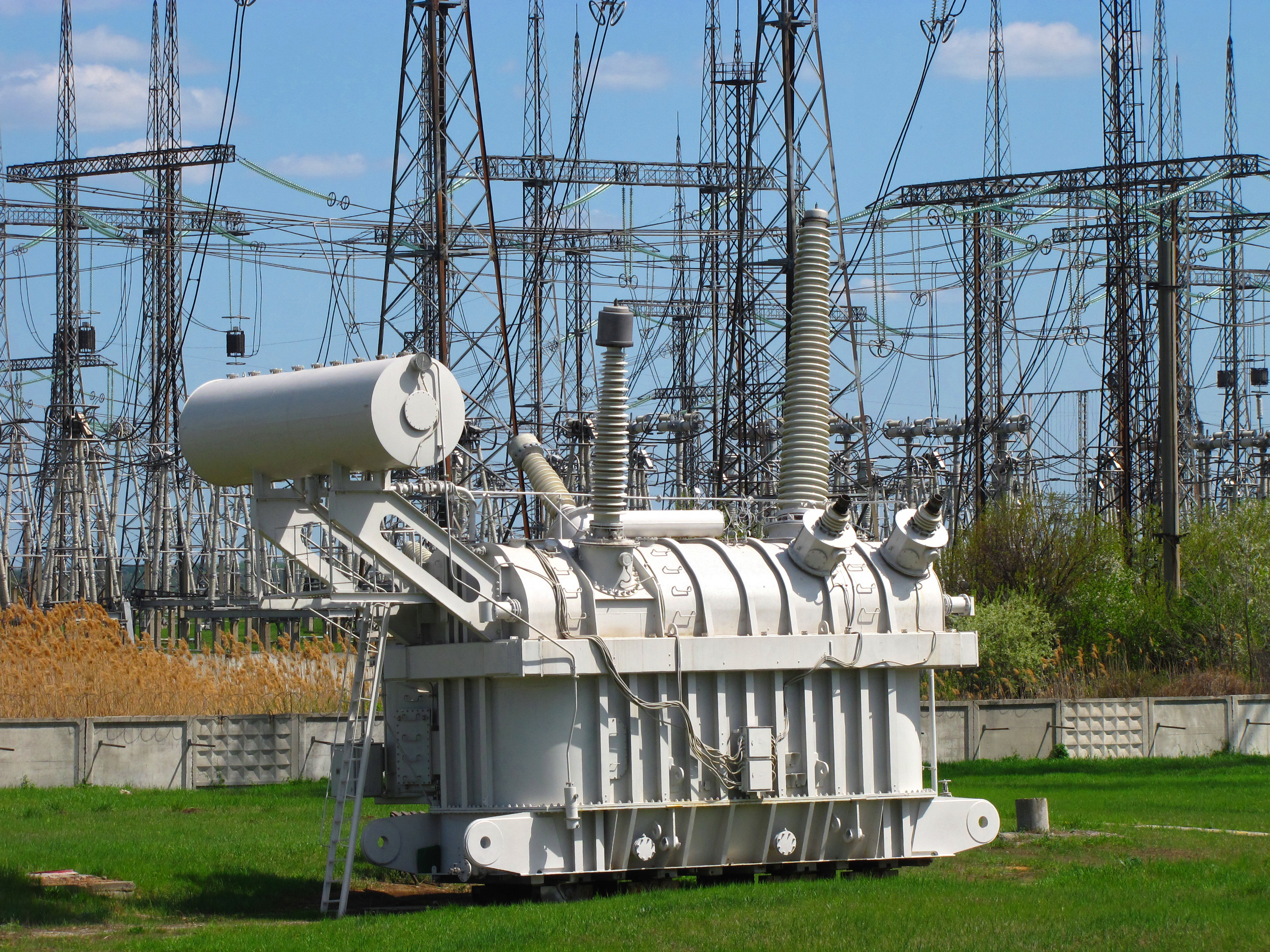
ウクライナ・750kV変圧器

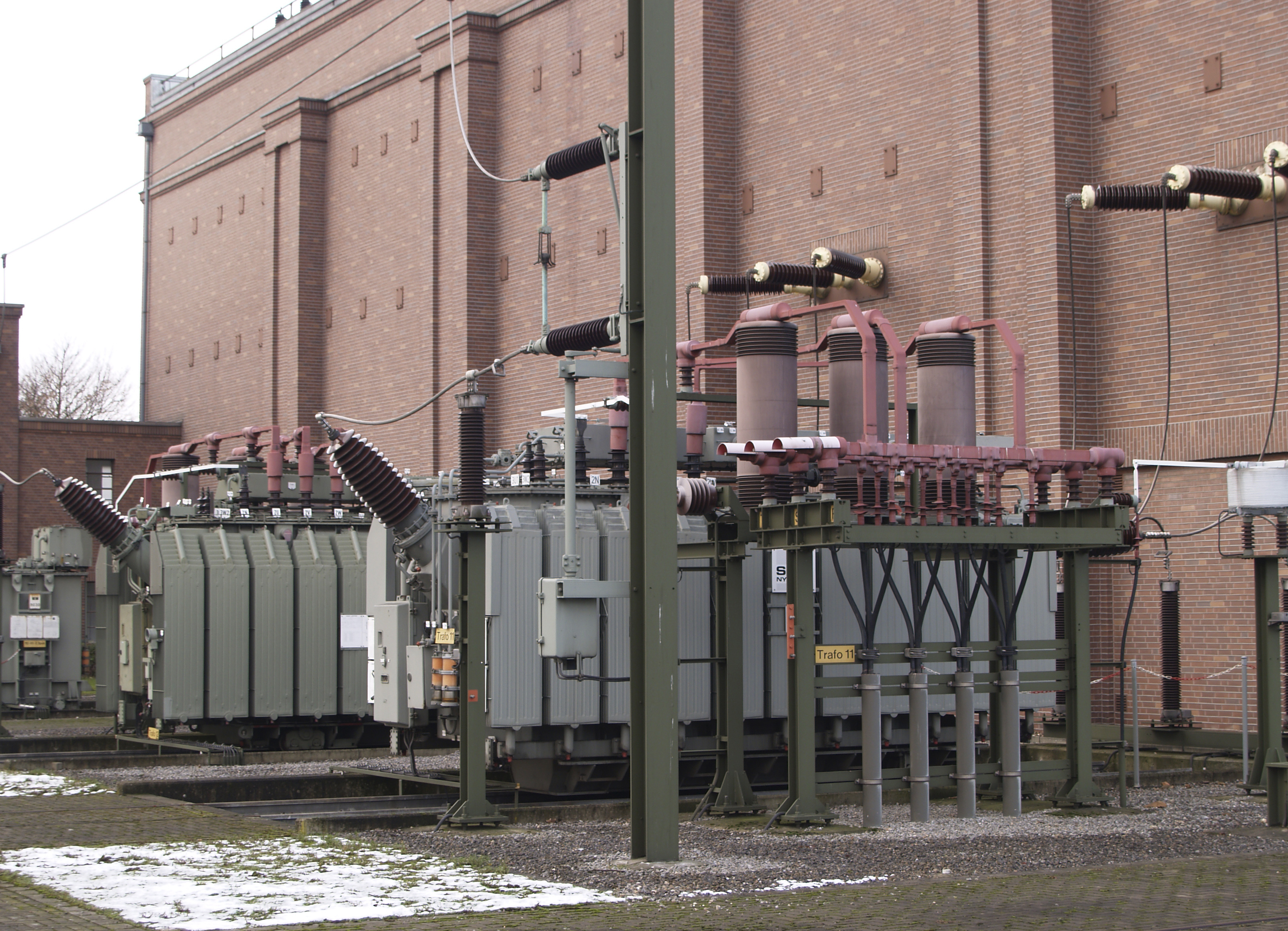
ドイツ・レックリングハウゼンの変電所にある110kV変圧器

変圧器は、電磁誘導現象を利用して交流の電圧を変換する装置である。変電所における最も基本的な装置である。変電所で取り扱う電気は通常三相交流であり、変圧器も三相用のものか、あるいは単相用のものを3つ接続して三相交流用に使用している。変電所に設置される変圧器は大変大きなもので、工場で製造して搬入することには様々な困難を伴う。このことから、かつては単相交流用のものを3つ搬入することが多かった。さらに変圧器の取り扱い電圧が高くなり大容量化すると、それでも搬入が困難なほど巨大化してきたため、工場で生産した部品を搬入して現地で組み立てる方式が一般的となり、三相式の変圧器を用いることが普通になった。単相式変圧器を用いた場合に比べて、三相式を用いると同容量で半分程度に面積を縮小することができる。
変圧器は、絶縁と冷却の方式で分類することができる。変圧器自体は大変効率の高い設備であるが、それでもわずかながら損失が発生してこれが熱に変わる。変電所の変圧器は大電力を取り扱うことから、この放熱が大きな問題となる。この冷却方式は絶縁の方式とも大きく関係している。
乾式変圧器は、間隔を空けて回路を保持することで空気により絶縁する方式で、小容量のものに用いられる。冷却は自然放熱によるか、送風して空気で熱を運び出す方式となる。特に耐熱性の高い絶縁材料を使用して送風により冷却をしたものでは、数千 kVA程度の容量のものまである。変圧器全体の効率的な運転を図るために、変圧器の負荷に応じて送風量を加減する方式もある。巻線などをエポキシ樹脂などで固めたモールド変圧器もある。
油入変圧器は油を用いて絶縁と冷却を行う方式であり、広く用いられている。初期には鉱物油を用いていたが、火災の危険があるためあまり用いられなくなった。またポリ塩化ビフェニル (PCB) も広く用いられていたが、生物に対する毒性の問題から使用禁止となった。現代ではシリコーン油が広く用いられているが、コストが高いという問題がある。油入変圧器では油を循環させることで冷却を行っている。自然対流によるものと強制循環によるものがある。また放熱器にも送風ファンを取り付けることがある。さらに冷却水の配管を油中に通して水冷する方式もある。
ガス絶縁式は、六フッ化硫黄 (SF6) ガスで絶縁した方式で、冷却もこのガスを循環させることで行っている。
負荷の変動に応じて電圧を調整し、また電力系統上の電力の潮流を制御するために、変電所の変圧器には出力電圧を制御するための負荷時電圧調整器（負荷時タップ切換装置）が取り付けられている。巻線に設けられたタップ上のある地点をタップ選択器で選ぶことで、変圧器の巻数比をある範囲で変更可能としているものである。
変圧器では、主に鉄心の磁歪現象により振動と騒音が発生する。住宅地に設置される場合などには騒音対策が必要になることがある。

### 遮断器

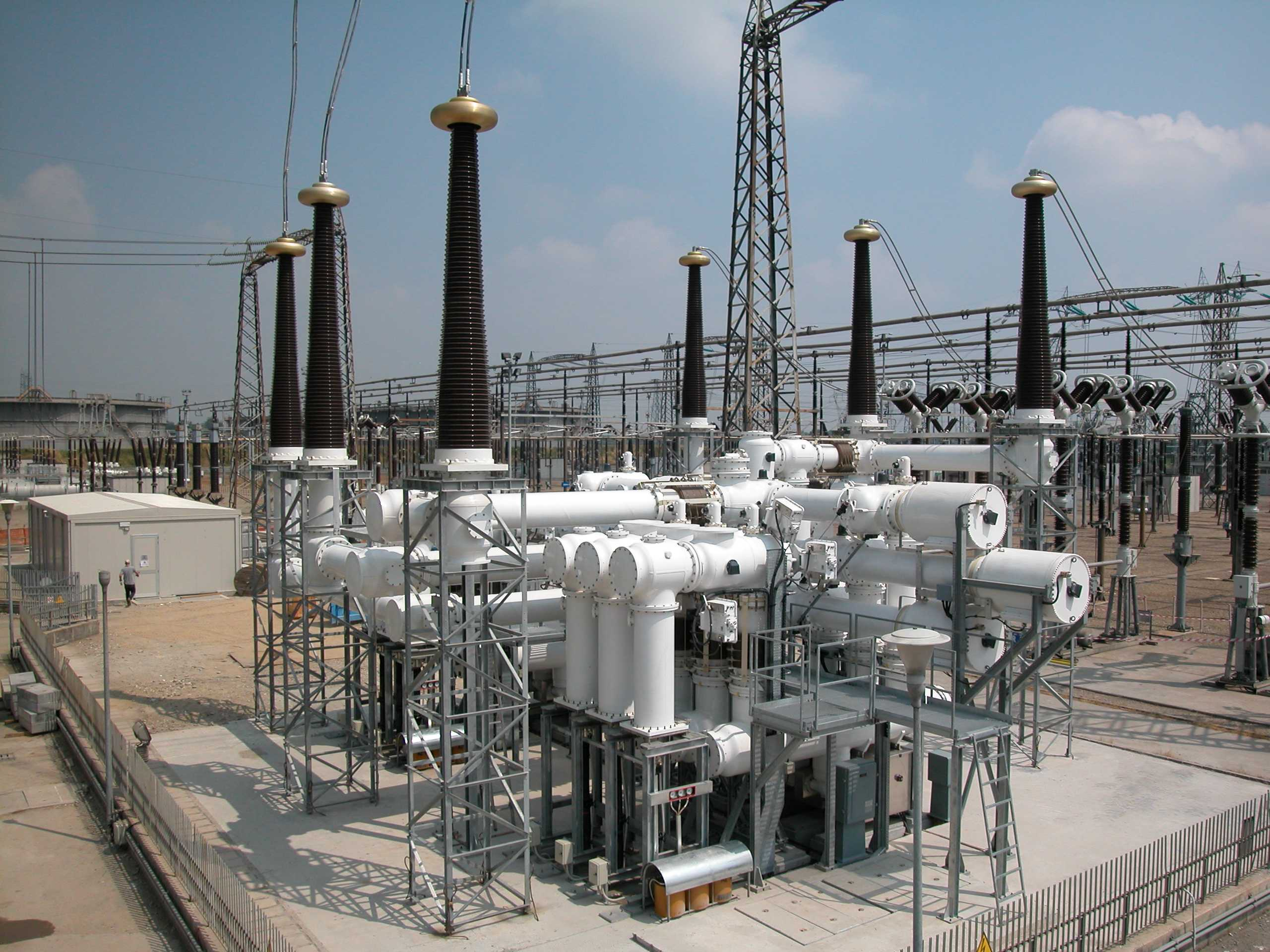
GIS方式の遮断器

遮断器は、電力回路の入り切りを行い、また落雷や短絡などの事故発生時に回路を切り離して安全を保つために用いられる開閉器である。事故時の遮断も行うため、通常負荷時に流れている電流よりもはるかに大きな電流であっても遮断できるように設計されている。構造としては可動する接触子を接点に接触させたり離したりするものであり、電化製品などで用いられるスイッチと原理的に大きな差はないが、大電力では接点から接触子を外しても接点間にアーク放電が発生して電流が流れ続けてしまう現象があり、これを防ぐために様々な絶縁方式が考えられている。油遮断器、磁気遮断器、真空遮断器、空気遮断器、ガス遮断器などがある。
変電所では、送電線に落雷が発生した際に当該区間の送電線を系統から切り離すために遮断器を作動させることがある。この際落雷の発生箇所はコンピュータにより瞬時に計算され、両端の変電所に遮断器の動作指令が送られ、遮断器により系統から開放されたのち落雷による電荷を送電線から排除し、系統へ再投入するという処理が高速で行われている。この際故障回線が切り離されるまでの間、0.2秒程度の電圧低下が発生することがあり、瞬時電圧低下（瞬低）と呼ばれている。

### 断路器
断路器は、遮断器と同様に電力回路の入り切りを行う装置であるが、遮断器とは異なり電流が流れている回路を切り離す能力はない。遮断器にはアークを切り離す能力(消弧機能)が備わるが、断路器にはそれがない。しかし、高速動作の求められる遮断器は接点間の距離が短く何らかのきっかけで意図しない電源再投入が起こる場合がある。確実に切り離すために動作が比較的遅い接点間の距離の長い断路器が用いられる。これは例えば、遮断器の点検作業時などに用いられる。

### 避雷器
避雷器は、雷や遮断器の動作による異常電圧がある限度を超えたときに作動して、異常電流を逃がすことで電気回路の保護を行う装置である。

### 調相設備
調相設備は、無効電力を調整することで送電線の力率を改善し受電側での電圧制御を行うための設備である。同期調相機は同期電動機を無負荷で運転して界磁電流を調整することにより連続的に進相にも遅相にも制御することができる装置である。進相コンデンサは進相方向のみに制御でき、分路リアクトルは遅相方向のみに制御できるので、これらを組み合わせて設置することもある。また静止形無効電力補償装置 (SVC: Static Var Compensator) を用いることもある。

### 制御設備
変電所に設けられている各種の機器を一箇所から監視・制御できるように制御設備が設けられている。各種機器の動作状況は、計器用変成器などを介して取り扱いやすい低電圧の信号に変換されて送られ、制御装置の計器に表示される。また制御装置上のスイッチを操作することにより、遠隔で各種機器を操作できるようにもなっている。制御所から遠隔で監視される無人の変電所では、遠方監視制御装置を変電所に設置してこれらの情報をCDT方式やHDLC方式などの伝送方式で制御所に中継するようになっている。

### 電源
変電所では、変圧器の冷却装置や遮断器の動作、制御回路などに電源を必要としている。この電源は、まさにその変電所で変電を行っている電力系統から変圧器を介して受電するもの、付近の一般配電網から受電するものがある。一般に大規模な変電所では電力系統から受電している。停電に備えて異なる二系統から受電できるようになっていることが多い。また二系統ともに停電することに備えて非常用発電機やバッテリーを備えている。

## 特殊な変電所

### 交直変換所・周波数変換所
直流送電を行う場合、その両端に交直変換所が設置される。また、周波数の異なる地域で電力の融通を行う場合、その境界点に周波数変換所が設置される。直流送電では直交変換を行う施設と交直変換を行う施設が遠く離れており間に直流送電線があるが、周波数変換所では直交・交直変換設備はすぐそばにあって接続されており、技術的には似たような施設である。
古くは水銀整流器を用いて交直変換を行っていたが、技術の進歩によりサイリスタ式の変換装置が主流となっている。この交直変換設備に付随して、変換装置の特性に合わせた変圧器、直流の遮断が可能な直流遮断器、直流波形のリプル分を取り除く直流リアクトル、交流波形の高調波を取り除く高調波フィルタ、交直変換装置を通すことによって遅れ力率が発生することに対処する調相設備などが設けられる。
日本には、交直変換所として上北変換所・函館変換所（各600,000kW）・紀北変換所・阿南変換所（各1,400,000kW）・飛騨変換所・新信濃変電所（各900,000kW）、周波数変換所として佐久間周波数変換所（300,000kW）・新信濃変電所（600,000kW）・東清水変電所（300,000kW）、連系所として南福光連系所（300,000kW）がある。

### 鉄道変電所

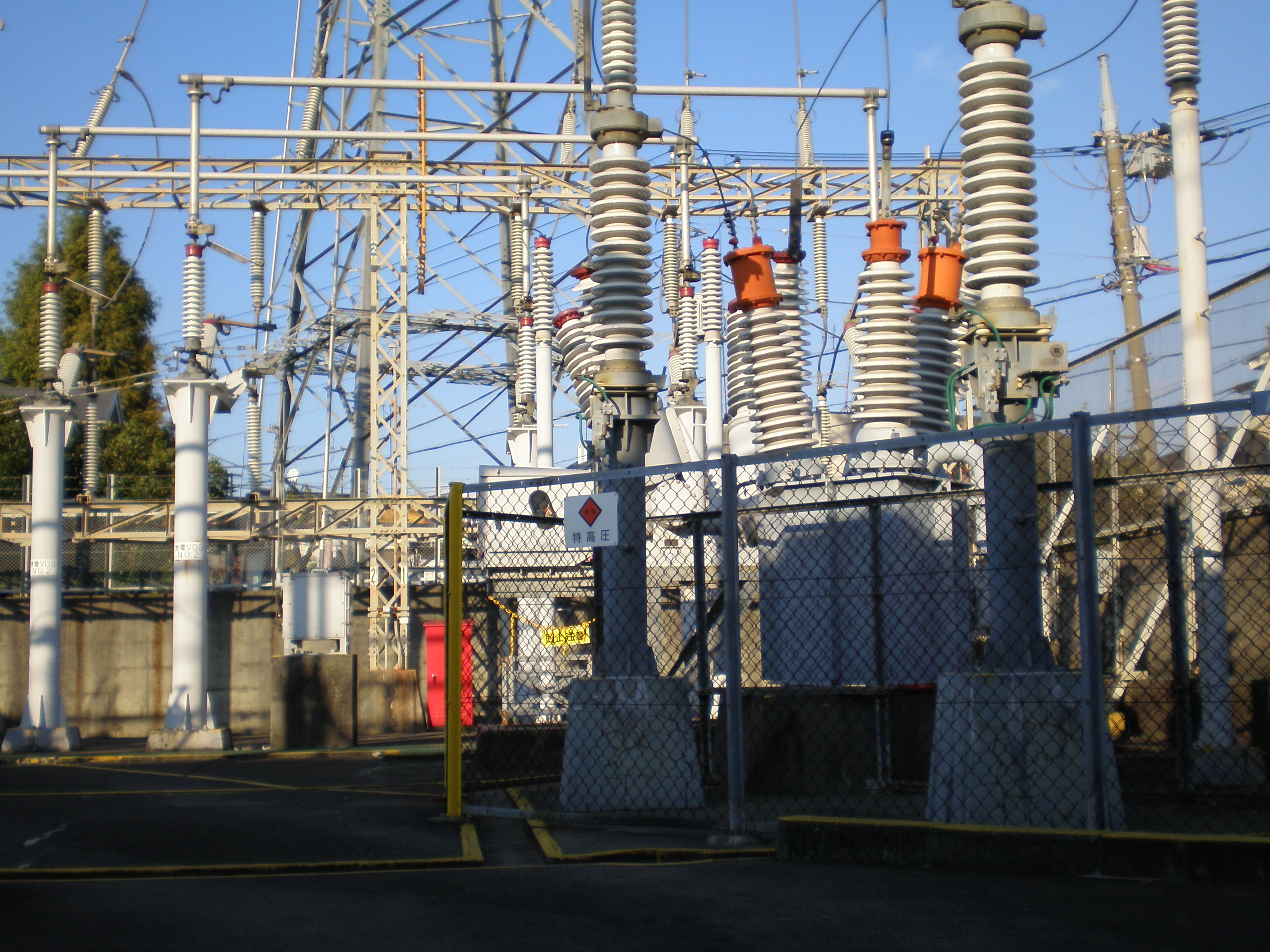
京王井の頭線の久我山変電所。東京電力から送られる交流を直流1500Vに変換して電車に供給する。

電気鉄道に電力を供給する鉄道変電所には、通常の変電所とは異なる特殊な点がある。
直流電化区間では、電力会社から供給される三相交流を直流に変換して供給している。三相交流をまず変圧器で所要の電圧に降圧し、ブリッジ回路などで整流器につないで所定の直流電圧を得ている。かつては回転変流機や水銀整流器を用いて直流へ変換していたが、サイリスタや近年ではPWM整流器などが用いられるようになっており、こうした点では交直変換所と同じである。ただし、交流から直流へ変換するのみで、逆に直流から交流への逆変換機能は無いのが普通である。
しかし、回生ブレーキが用いられるようになると、制動時に電車の運動エネルギーが電気エネルギーに変換されるが、この回生電力を他の車両で消費しきれない場合は変電所に送り返されてくるので、これを電力網に回生できるように変電所に逆変換装置を設置する必要が生じた。このための設備は回生インバータと称されている。また電力網に回生電力を返還する機能が無く、変電所に設置した抵抗器で熱に変えて捨てるだけのものもある。
電力会社の送電線から遠く離れた地点で変電所を増設できずに電圧降下が問題になったり、回生電力を吸収しなければならなかったりする場合には、架線と接続した蓄電装置が設置されることがある。これはフライホイール・バッテリーを使ったりその他の蓄電池を用いたりすることがある。回生電力や、電車が走行していない時間帯の電力を蓄電池に蓄積して、負荷が高い時間帯に放出することで、回生時の電圧上昇を抑制し力行時の電圧降下を補償する仕組みとなっている。
交流電化区間では、単に変圧器で電圧を変換するだけで架線へ電力を供給している。ただし、交流電化の鉄道では一部を除き単相負荷であるため、スコット結線変圧器やウッドブリッジ結線変圧器などの三相二相変換変圧器を用いて二相に変換した上で、複線の上下線にそれぞれを供給するか、あるいは変電所の前を中心に両側に供給している。上下線に別の位相を供給する方式を上下線別異相饋電方式、両方向へ供給する方式を方面別異相饋電方式と呼んでいる。
その他の遮断器や断路器などの設置に関しては通常の変電所と同様である。

## 環境対策

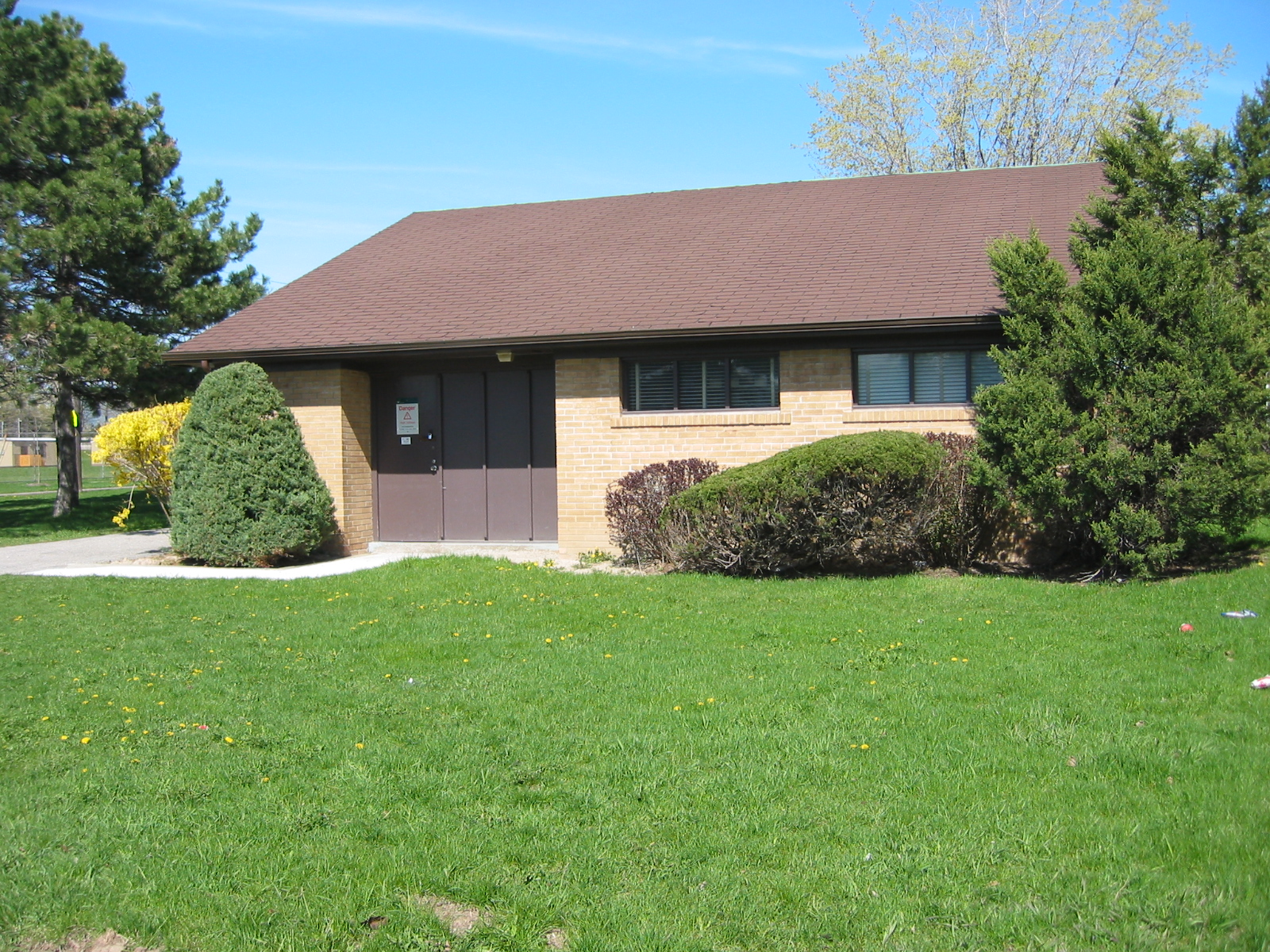
景観対策で一般住宅に似せて建設された変電所、カナダ、オンタリオ州

変電所では、建設時は別として、日常の運用に際して排気や排水など、汚染物質を外に放出することはない。しかし、変圧器やその冷却装置などから常時騒音が発生し、また遮断器の作動時には特有の音がする。こうしたことから、変電所での環境対策としては騒音対策が大きな割合を占めている。住宅地に建設される変電所などでは、低騒音型の機器を採用したり、屋内に機器を格納するようにしたり、防音壁を設けたりといった対策が採られている。
変電所の機器は複雑で見慣れない形状をしていることから、周辺の住民からは異質で危険なものと見られる傾向にある。このため変電所の新設に理解が得られないといった問題がある。このことから景観対策として、様々な機器を屋内に収納した方式を採用したり、目隠しの壁を取り付けたりして対処している。また、建物やフェンスなどを周囲の風景と調和したものにする工夫も行われている。

## 歴史

### 直流
世界で最初の商用電力事業は、アメリカ合衆国のニューヨーク・マンハッタンで、トーマス・エジソンが設立したエジソン電灯会社 (EELC: Edison Electric Light Company) によって1882年9月4日に始められた。しかしこの時は直流115 - 120ボルトで発電所から需要家までを直接結んで配電しており、電圧を変換する機構は入っておらず、したがって変電所もまだ存在しなかった。低圧で送配電することに伴う大きな損失を改善するために、様々な工夫が試みられた。その中には、高電圧の直流で送電して電動発電機で低圧直流に変換するものや、高圧直流で直列に接続されている蓄電池を充電し並列につなぎ変えて低圧放電させる仕組みなどがあった。
直流での大規模な送電は、1954年にスウェーデンでゴットランド島への2万kW 100 kV送電で実用化された。水銀整流器を用いたもので、その後1961年には英仏連系にも導入された。
日本では北海道・本州間連系設備（上北変換所 - 函館変換所）や紀伊水道直流連系設備（紀北変換所 - 阿南変換所）で直流送電が行われている。

### 交流
本質的に、低圧で送電することによる大きな送電損失を改善するためには高圧で送電するしかなく、そのためには自由に電圧を変換する方法が必要とされた。交流の電圧と電流を変換する変圧器は、マイケル・ファラデーが電磁誘導の法則を発見して以来、19世紀を通じて何人かの技術者・発明家によって次第に改良され形作られてきたが、電力網に組み込んで利用するための具体的な形にまとめたのはフランスのルシアン・ゴーラールとイギリスのジョン・ディクソン・ギブスの2人であった。彼らは1882年にイギリスで変圧器の特許を出願した。1884年にイタリアのトリノで開かれた博覧会で、5,000 Vで40 kmを送電する実験に成功し、それまで都市内部で蒸気機関で発電してそのすぐ近くで配電する以外の方法が無かった電力事業に対して、山岳地帯で水力発電を行い長距離を送電して都市に配電することを可能にした。
まだ彼らの変圧器は、鉄心の磁路に開いた部分があり効率が悪かったので、ハンガリーのガンツ社やアメリカのジョージ・ウェスティングハウスなどが改良に取り組んだ。世界で最初の実用交流送電線は、イタリアで1886年にガンツ社の発電機を使って112 Vの電気を2,000 Vに昇圧して27km送電し、ローマに供給するものであった。三相交流システムや誘導電動機など、交流を実用的に利用するための技術が開発され、1895年8月にナイアガラの滝に水力発電所が建設され、翌1896年から変電所を通じて高圧に変換して三相交流で送電し、ニューヨーク州バッファローへ供給するシステムが稼動を開始した。このシステムでは、ウェスティングハウス・エレクトリック製の二相の3,750 kW発電機12台からの電圧5,000 Vを、二相三相変換の変圧器（スコット結線変圧器）で三相11,000 Vにして40 kmを送電し、ゼネラル・エレクトリックが建設した変電所で降圧して給電していた。このようにして交流送電の技術は普及し、これにともなって変電所の建設も進んでいった。
交流での送電電圧は急速に上がっていった。1896年のナイアガラ-バッファローの送電システムでは11 kVであったが、同年中にはスイスで33 kV送電線ができ、1897年には40 kV、1901年にはアメリカ・ミズーリ州で50 kVになり、1910年代にはドイツとアメリカで100 kV送電線が用いられるようになった。当初は、発電所で起こされた電力は、それぞれ独立した送電網を通って送られ、それぞれ独立した地域に給電していた。異なる発電所から供給する電力網同士には電力を融通する機能が無く、発電所が運転を休止したり故障したりすると、その発電所の供給範囲は停電となった。周波数や電圧などはバラバラで、それぞれの電力網に合わせた機器を導入していた。イギリスでは1928年からグリッドシステムの導入が始められ、電力供給の規格が作られて電圧や周波数が統一され、上位の電力供給網が全国を接続するようになった。アメリカでも、「超電力方式」と称する統一周波数の送電システムの建設が1920年から始められた。日本でも、1920年代頃から系統の連系が行われるようになり、これによって電圧階級を持った変電所などの現代的なシステムが整えられるようになったが、東西の周波数は統一されなかった。そのため周波数変換所を実用化する必要が生じ、1965年10月に佐久間周波数変換所を稼動した。

## テロの標的として
- 1967年8月27日 - 山形県鶴岡市の東北電力鶴岡変電所に時限式装置とともに27本のダイナマイトが仕掛けられた。ダイナマイトは爆発する前に巡回中の職員に発見され、警察により除去されている[44]。
- 1985年 - 国電同時多発ゲリラ事件が発生。変電施設も襲撃対象の一つとなった。
- 2022年12月3日 - アメリカ ノースカロライナ州で、何者かが変電施設に侵入して設備を銃撃、大規模停電が発生した。過去に白人至上主義者が送電網を銃撃する方法を説明した指南書を作成していたことから、極右過激派によるテロ攻撃の疑いが浮上した[45]。
- 2023年 - アメリカ合衆国司法省は変電所を襲撃してボルチモア市を「完全破壊」しようとしていた男女2人を拘束、共謀罪の容疑で訴追した[46]。